# 1. december
1. december je 335. dan leta (336. v prestopnih letih) v gregorijanskem koledarju. Ostaja še 30 dni.

## Dogodki
- 1145 – papež Evgen III. izda bulo Quantum praedecessores, s katero napove drugo križarsko vojno
- 1640 – Portugalska se otrese španske nadvlade
- 1789 – v Franciji sprejet zakon o enaki smrti za vse
- 1918 –
  - združitev Države Slovencev, Hrvatov in Srbov s Kraljevino Srbijo v Kraljevino Srbov, Hrvatov in Slovencev
  - Islandija postane suverena država
  - ameriška vojska okupacije vstopi v Nemčijo
- 1925 – po sedemletni okupaciji se 7.000 britanskih vojakov umakne iz Kölna
- 1942 – začetek sovjetske ofenzive med Donom in Volgo
- 1959 – v Washingtonu 12 držav podpiše sporazum o 30-letnem izkoriščanju Antarktike v miroljubne namene
- 1974 – Tito položi temeljni kamen za JE Krško
- 1981 – let 1308 Inex-Adrie Avioprometa trči v goro med pristajanjem v Ajacciu na Korziki, pri čemer umre vseh 180 potnikov in članov posadke, večinoma slovenskih turistov
- 1989 – prepovedan je »miting resnice« v Ljubljani
- 1990 – skozi nedolgo prej prebito odprtino predora pod Rokavskim prelivom splezata prva človeka

## Rojstva
- 1081 – Ludvik VI., francoski kralj († 1137)
- 1083 – Ana Komnena, bizantinska princesa in zgodovinarka († okoli 1154)
- 1241 – Margareta Sicilska, štaufovska princesa, turinška deželna grofica († 1270)
- 1525 – Tadeáš Hájek z Hájku - Thaddeus Nemicus, češki astronom, zdravnik († 1600)
- 1580 – Nicolas-Claude Fabri de Peiresc, francoski astronom, humanist († 1637)
- 1734 – Adam Kazimierz Czartoryski, poljski knez († 1823)
- 1761 – Marie Tussaud, francoska oblikovalka voska († 1850)
- 1792 – Nikolaj Ivanovič Lobačevski, ruski matematik († 1856)
- 1865 – Fran Gestrin, slovenski pisatelj († 1893)
- 1876 – Niko Županič, slovenski politik, etnolog († 1961)
- 1891 – Slavko Kolar, hrvaški pisatelj († 1963)
- 1896 – Georgij Konstantinovič Žukov, ruski (sovjetski) maršal († 1974)
- 1924 – Pavle Ivić, srbski jezikoslovec († 1999)
- 1929 – Alfred Moisiu, albanski politik
- 1931 – Rajko N. Kuzmanović, srbski akademik in politik
- 1935 – Woody Allen, ameriški filmski režiser
- 1935 – Viktor Brjuhanov, ukrajinski arhitekt in inženir († 2021)
- 1937 – Vaira Vīķe-Freiberga, latvijska političarka
- 1944 – Michael W. Hagee, ameriški general marincev
- 1949 – Pablo Escobar, kolumbijski mafijec in politik († 1993)
- 1950 – Ueli Maurer, švicarski politik
- 1958 – Javier Aguirre, mehiški nogometaš in trener
- 1960 – Robert Polnar, slovenski politik
- 1961 – Anton Petrovič, slovenski politik, kulturnik in učitelj
- 1965 – Robert Pešut - Magnifico, slovenski pevec
- 1977 – Brad Delson, ameriški kitarist
- 1988 – Tyler Joseph, ameriški glasbenik
- 1995 – Eva Boto, slovenska pevka

## Smrti
- 1018 – Thietmar Merseburški, nemški kronist (* 975)
- 1135 – Henrik I., angleški kralj (* 1068)
- 1241 – Izabela Angleška, hči Ivana Plantageneta, rimsko-nemška cesarica, sicilska kraljica (* 1214)
- 1335 – Abu Said Bahadur, zadnji kan Ilkanata (* 1303)
- 1374 – Magnus IV., švedski kralj (* 1316)
- 1398 – Oton Tarantinec, knez Taranta, vojvoda Braunschweig-Grubenhagna (* 1320)
- 1521 – Giovanni de' Medici - Leon X., papež (* 1475)
- 1580 – Giovanni Gerolamo Morone, italijanski kardinal (* 1509)
- 1729 – Giacomo Filippo Maraldi, francosko-italijanski astronom, matematik (* 1665)
- 1775 – Maurice Greene, angleški skladatelj in organist (* 1696)
- 1825 – Aleksander I., ruski car (* 1777)
- 1859 – John Austin, angleški pravnik in filozof prava (* 1790)
- 1866 – sir George Everest, valižanski geodet (* 1790)
- 1867 – Filaret iz Moskve, metropolit Moskve, ortodoksni teolog (* 1782)
- 1914 – François-Virgile Dubillard, francoski kardinal (* 1845)
- 1928 – José Eustasio Rivera, kolumbijski pisatelj, pesnik (* 1889)
- 1934 – Sergej Mironovič Kirov, ruski komunist (* 1886)
- 1943 – Damrong Radžanubhab, tajski princ, upravnik, zgodovinar (* 1862)
- 1945 – Števan Kovatš, madžarski pisatelj in zgodovinar, ki je pisal v slovenščini (* 1866)
- 1947 – Godfrey Harold Hardy, angleški matematik (* 1877)
- 1972 – Antonio Segni, italijanski politik (* 1891)
- 1973 – David Ben-Gurion, izraelski predsednik vlade (* 1886)
- 1987 – James Baldwin, ameriški pisatelj (* 1924)
- 2006 – Claude Jade, francoska filmska igralka (* 1948)
- 2006 – Bruce Trigger, kanadski antropolog, arheolog (* 1937)
- 2010 – Adriaan Blaauw, nizozemski astronom (* 1914)
- 2011 – Christa Wolf, nemška pisateljica (* 1929)
- 2024 – Vinci Vogue Anžlovar, slovenski režiser (* 1963)

## Prazniki in obredi
- svetovni dan boja proti aidsu
- praznik združenja Sever